# بنك الاعتماد المتحد
بنك الاعتماد المتحد، مؤسسة مالية لبنانية، وضع مصرف لبنان يده عليها وأغلقها تماما عام 2003، للاشتباه بحركة الأموال فيها وهي مؤسسة شقيقة لبنك المدينة. كان مملوكا للسيد عدنان أبو عياش الذي اشترى هذا البنك في العام 1998. 
 وما زال التحقيق جاريا في القضاء اللبناني، بتهم الغش والفساد المالي وتبييض الأموال في البنك المذكور.